# Darko Bjedov
Darko Bjedov (* 28. března 1989, Bělehrad, Socialistická republika Srbsko, SFR Jugoslávie) je srbský fotbalový obránce, momentálně hrající v tádžickém celku FK Khujand.

## Fotbalová kariéra
S fotbalovou kariérou začínal v celku FK Radnički Obrenovač. V srpnu 2011 přestoupil do celku FK Čukarički a odtud v únoru následujícího roku do celku OFK Mladenovac. Po půl roce znovu změnil dres, když přestoupil do celku FK Timok Zaječar. V zimě 2013 jej zkoušel český prvoligový celek FC Vysočina Jihlava, ale trenéra ani vedení nepřesvědčil. V lednu 2014 zamířil na přestup do celku FK Inđija. V létě 2015 přestoupil do černohorského klubu FK Zeta Golubovci, ovšem po sezoně se vrátil do Srbska, do celku FK Javor Ivanjica.